# Undibacterium piscinae
Undibacterium piscinae es una bacteria gramnegativa del género Undibacterium. Fue descrita en el año 2019. Su etimología hace referencia a acuario. Es aerobia y móvil por flagelo polar. Tiene un tamaño de 0,9 μm de ancho por 1,4-2,1 μm de largo. Forma colonias traslúcidas, de color cremoso y con un borde ondulado en agar R2A tras 2 días de incubación. También crece en agar NA, pero no en MA ni MacConkey. Temperatura de crecimiento entre 4-25 °C, óptima de 20 °C. Catalasa y oxidasa positivas. Tiene un genoma de 4,6 Mpb y un contenido de G+C de 51,4%. Se ha aislado del tracto intestinal del pez Coreoleuciscus splendidus, en Corea del Sur. 